# Anselmus Boëtius de Boodt
Anselmus Boëtius de Boodt (ur. 1550 w Brugii, zm. 21 czerwca 1632 tamże) – flamandzki lekarz, mineralog i człowiek renesansu. Podróżował do różnych regionów górniczych w Niemczech, Czechach i na Śląsku w celu zbierania próbek minerałów, które kolekcjonował. Był także rysownikiem, wykonał wiele ilustracji z dziedziny historii naturalnej, rozwijał taksonomię.

## Życiorys
Pochodził z zamożnej katolickiej rodziny arystokratycznej. Studiował prawo na Uniwersytecie w Lowanium i medycynę pod kierunkiem Thomasa Erastusa (1524–1583) w Heidelbergu. Dyplom doktora medycyny otrzymał na Uniwersytecie w Padwie. W 1583 został lekarzem praskiego burgrabi Wilhelma z Rožemberku. W następnym roku został lekarzem na dworze cesarza Rudolfa II. Nigdy nie był duchownym, chociaż w uznaniu zasług cesarz przyznał mu synekurę kanonika w Saint-Donaaskathedraal w Brugii, przywilej, który zachował aż do śmierci. W Pradze zainteresował się alchemią i mineralogią – w XVI wieku chemia i alchemia tworzyły jedną całość, nie było wyraźnego podziału między nauką, a przesądami. Jego przyjacielem był czeski filozof i historyk Tadeusz Hajek.
Swoje badania i obserwacje z dziedziny mineralogii zawarł w dziele Gemmarum et lapidum historia (1604). Znajduje się w nim opis (na 806 stronach) ponad 600 znanych minerałów i kamieni. Łączy obserwacje naukowe (jest jednym z pierwszych naukowców systematycznie badających twardość) i rzekome zastosowanie lecznicze opisywanych kamieni. Dokładnie opisuje różne metody obróbki i szlifu z uwzględnieniem wartości ekonomicznej.